# 체코의 국기

체코의 국기 비율 2:3

체코의 국기는 체코슬로바키아 시절이었던 1920년 3월 30일에 제정되었으며, 1993년에 체코와 슬로바키아 두 나라로 분리된 이후에도 이 국기를 계속 사용하고 있다.
빨간색과 하얀색은 보헤미아의 기에 그려져 있던 색이었으며, 파란색 삼각형 디자인은 폴란드의 국기, 오스트리아의 국기와의 혼동을 피하기 위해 1920년에 추가되었다.

## 규격과 색상

체코의 국기 규격

체코의 국기 규격과 색상은 다음과 같다.
| 색상 | 파랑                | 하양                  | 빨강                |
| ---- | ------------------- | --------------------- | ------------------- |
| RGB  | 17–69–126 (#11457E) | 255-255-255 (#FFFFFF) | 215-20-26 (#D7141A) |

## 그 외의 기

세로로 게양한 체코의 국기
체코의 대통령기

## 과거의 기

### 체코슬로바키아 이전

보헤미아 왕관령의 국기 (1348년-1918년)
체코의 국기의 원형이 된 보헤미아의 기. 1918년부터 1920년까지 체코슬로바키아의 국기로 쓰였으며, 1969년부터 1989년까지는 체코 사회주의 공화국의 기로 사용했고, 1990년부터 1992년까지는 체코슬로바키아 연방 내의 체코 공화국의 기로 쓰였다.
보헤미아의 문장기
1912년 하계 올림픽 당시 쓰인 보헤미아의 기
모라비아의 문장기
모라바 변경백국의 국기 (1182년-1918년)
실레시아의 기
실레시아의 문장기

### 체코슬로바키아

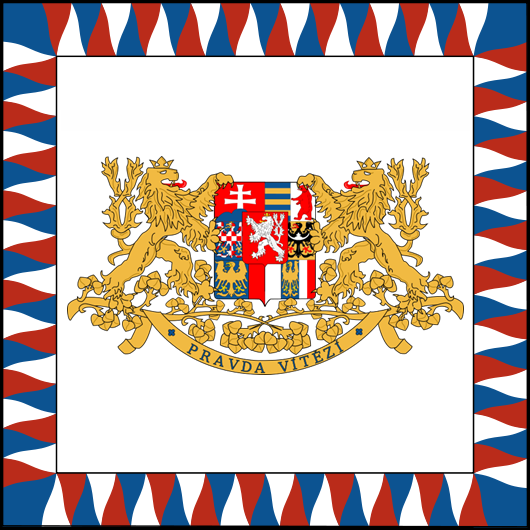
1918년부터 1960년까지 쓰인 체코슬로바키아의 대통령기
1935년부터 1939년까지, 1945년부터 1955년까지 쓰인 체코슬로바키아의 국적기
1939년부터 1945년까지 쓰인 보헤미아 모라바 보호령의 기
1939년부터 1945년까지 쓰인 보헤미아 모라바 보호령의 대통령기
1955년부터 1960년까지 쓰인 체코슬로바키아의 국적기
1960년부터 1990년까지 쓰인 체코슬로바키아의 대통령기
1990년부터 1992년까지 쓰인 체코슬로바키아의 대통령기